# Lage Vuursche
Lage Vuursche est un village situé dans la commune néerlandaise de Baarn, dans la province d'Utrecht. Le 1er janvier 2004, le village comptait 1 460 habitants.
Jusqu'en 1857, Lage Vuursche faisait partie de la commune de De Vuursche.
De 1963 à 1981, la future reine Béatrix a habité au château de Drakensteyn situé à Lage Vuursche à quelques kilomètres du palais de Soestdijk où elle est née, avant de résider à Huis ten Bosch, à La Haye.
Le Prince Friso d'Orange-Nassau repose dans le cimetière du village.